# Elizabeth Ross Haynes
Elizabeth Ross Haynes (Mount Willing, 30 de julho de 1883 – Nova Iorque, 26 de outubro de 1953) foi uma assistente social, socióloga e autora afro-americana.

## Biografia
Elizabeth Ross nasceu em 31 de julho de 1883 em Mount Willing, Alabama de pais ex-escravizados Henry e Mary (nascida Carnes) Ross. Ela foi a oradora da turma na Escola Estadual Normal de Montgomery. Ela ganhou uma bolsa de estudos para a Fisk University e recebeu seu AB de lá em 1903. De 1905 a 1907, ela passou o verão em Chicago, fazendo pós-graduação na Universidade de Chicago. Em 1908, ela se tornou a primeira secretária nacional negra da Associação Cristã de Moças (YWCA). Ela se casou com o sociólogo George Edmund Haynes em 1910 e teve um filho, George Jr., em 1912. Ela se ofereceu como voluntária no que se tornaria o Departamento de Mulheres dos Estados Unidos e se tornou secretária de serviço doméstico do Serviço de Emprego dos Estados Unidos. Em 1919, com Elizabeth Carter e Mary Church Terrell, ela fez uma petição ao Congresso Internacional de Mulheres Trabalhadoras para oferecer programas relevantes para mulheres negras. Ela escreveu o livro Unsung Heroes, de 1921, que detalha a vida e as conquistas dos afro-americanos.
Haynes fez mestrado na Universidade de Columbia, onde sua tese foi "Dois milhões de mulheres negras no trabalho", um estudo histórico sobre mulheres negras e emprego. Ela recebeu seu MA em 1923. Ela foi eleita para o conselho nacional da YWCA em 1924.
Ross publicou The Black Boy of Atlanta, sua biografia de RR Wright em 1952. Ross morreu na cidade de Nova York em 26 de outubro de 1953.